# Пентастаннид трилантана
Пентастаннид трилантана — бинарное интерметаллическое неорганическое соединение
лантана и олова
с формулой La3Sn5,
кристаллы.

## Получение
- Сплавление стехиометрических количеств чистых веществ:

{\displaystyle {\mathsf {3La+5Sn\ {\xrightarrow {1240^{o}C}}\ La_{3}Sn_{5}}}}

## Физические свойства
Пентастаннид трилантана образует кристаллы
ромбической сингонии,
пространственная группа C mcm,
параметры ячейки a = 1,0352 нм, b = 0,8290 нм, c = 1,0652 нм, Z = 4,
структура типа пентапалладийтриплутония Pu3Pd5
.
Соединение конгруэнтно плавится при температуре 1240°C .